# Myrrhis dulcis
Myrrhis dulcis là một loài thực vật có hoa trong họ Hoa tán. Loài này được (Raf.) Raf. mô tả khoa học đầu tiên năm 1840.